# カナカン
カナカン株式会社は、主に食料品および酒類の卸売事業を行っている企業である。福井県、石川県、富山県、新潟県の4県で事業を展開している。
本社は石川県金沢市にある。
2013年（平成25年）1月26日には、高知の旭食品および青森の丸大堀内と共同持株会社「トモシアホールディングス」を設立した。

## 沿革
- 1946年（昭和21年）2月 - 金沢乾物株式会社として設立[3]。
- 1976年（昭和51年）4月 - カナカン株式会社に商号を変更[3]。
- 1985年（昭和60年）10月 - グループ会社の株式会社金糖を解散[3]。
- 1986年（昭和61年）4月 - 株式会社みのたに資本参加[3]。
- 2013年（平成25年）1月 - 旭食品、丸大堀内と共に共同持株会社「トモシアホールディングス株式会社」を設立[3]。